# Alectryon
Alectryon je rod grmova i drveća iz porodice sapindovki, dio reda sapindolike. Postoji 29 vrsta po zapadnom Pacifiku, uključujući Novi Zeland, Australiju i Novu Gvineju. Vrste ovog roda mogu biti od manjeg grmlja do tridesetmetarskih stabala.
Rod je opisan 1788.; tipična vrsta je A. excelsus Gaertn., drvo s Novog Zelanda poznato pod imenom titoki.

## Vrste
1. Alectryon affinis Radlk.
2. Alectryon cardiocarpus Leenh.
3. Alectryon carinatus Radlk.
4. Alectryon connatus (F.Muell.) Radlk.
5. Alectryon coriaceus (Benth.) Radlk.
6. Alectryon diversifolius (F.Muell.) S.T.Reynolds
7. Alectryon excelsus Gaertn.
8. Alectryon ferrugineus (Blume) Radlk.
9. Alectryon forsythii (Maiden) Domin
10. Alectryon fuscus Radlk.
11. Alectryon glaber Radlk.
12. Alectryon grandifolius A.C.Sm.
13. Alectryon hirsutus Munzinger, Lowry, Callm. & Buerki
14. Alectryon kangeanensis Leenh.
15. Alectryon kimberleyanus S.T.Reynolds
16. Alectryon macrococcum Radlk.
17. Alectryon myrmecophilus Leenh.
18. Alectryon oleifolius (Desf.) S.T.Reynolds
19. Alectryon pubescens (S.T.Reynolds) S.T.Reynolds
20. Alectryon ramiflorus S.T.Reynolds
21. Alectryon repandodentatus Radlk.
22. Alectryon reticulatus Radlk.
23. Alectryon samoensis Christoph.
24. Alectryon subcinereus (A.Gray) Radlk.
25. Alectryon subdentatus (F.Muell. ex Benth.) Radlk.
26. Alectryon tomentosus (F.Muell.) Radlk.
27. Alectryon tropicus (S.T.Reynolds) S.T.Reynolds
28. Alectryon unilobatus S.T.Reynolds
29. Alectryon vitiensis Buerki, Lowry, Munzinger & Callm.